# توني دوغان (لاعب دوري الرغبي)
توني دوغان (بالإنجليزية: Tony Duggan) هو لاعب دوري الرغبي أسترالي، ولد في 29 أغسطس 1978.

## روابط خارجية
- توني دوغان على موقع ItsRugby.co.uk (الإنجليزية)